# Chalmazel-Jeansagnière
Chalmazel-Jeansagnière es una comuna nueva francesa situada en el departamento de Loira, de la región de Auvernia-Ródano-Alpes.

## Historia
Fue creada el 1 de enero de 2016, en aplicación de una resolución del prefecto de Loira de 22 de octubre de 2015 con la unión de las comunas de Chalmazel y Jeansagnière, pasando a estar el ayuntamiento en la antigua comuna de Chalmazel.

## Demografía
| Gráfica de evolución demográfica de Chalmazel-Jeansagnière entre 1851 y 2013 |
|                                                                              |

Los datos entre 1800 y 2013 son el resultado de sumar los parciales de las dos comunas que forman la nueva comuna de Chalmazel-Jeansagnière, cuyos datos se han cogido de 1800 a 1999, para las comunas de Chalmazel y Jeansagnière de la página francesa EHESS/Cassini. Los demás datos se han cogido de la página del INSEE.

## Composición
| Comuna delegada | Código INSEE | Población (2013) | Superficie (km²) | Densidad (hab./km²) |
| --------------- | ------------ | ---------------- | ---------------- | ------------------- |
| Chalmazel       | 42039        | 383              | 39.38            | 10                  |
| Jeansagnière    | 42114        | 81               | 14.01            | 6                   |